# Sahuayo Fútbol Club
Sahuayo Fútbol Club es un equipo de fútbol de Sahuayo de Morelos, Michoacán. Juega en el Grupo 8 de la Serie B de la Tercera División de México. Juega sus partidos de local en la Unidad Deportiva Municipal Francisco García Vilchis.

## Historia
El club fue fundado el 3 de marzo de 2014, cuando jóvenes empresarios firmaron un convenio deportivo con Tigres de la UANL para que la ciudad contara con un equipo de fútbol en la Segunda División de México.
En 2019, debido cuestiones políticas, así como a problemas económicos y fuga de capital; la directiva se vio obligada a congelar la franquicia indefinidamente hasta que estas condiciones cambiaran, se mantuvo únicamente la franquicia de Tercera División, la cual fungía como filial del equipo de Liga Premier Serie B.

## Temporadas
| Temporada     | División           | Posición                |
| ------------- | ------------------ | ----------------------- |
| Apertura 2014 | 4.Segunda LNT      | 10o. Grupo II           |
| Clausura 2015 | 4.Segunda LNT      | 4o. Grupo II (Campeón)  |
| Apertura 2015 | 4.Segunda LNT      | 7o. Grupo I             |
| Clausura 2016 | 4.Segunda LNT      | 2o. Grupo I (Semifinal) |
| Apertura 2016 | 4.Segunda LNT      | 2o. GI (Cuartos)        |
| Clausura 2017 | 4.Segunda LNT      | 4o. Grupo I             |
| Apertura 2017 | 4.Segunda Serie B  | 10o. Grupo I            |
| Clausura 2018 | 4.Segunda Serie B  | 7o. Grupo I             |
| 2018/2019     | 4.Segunda Serie B  | 16o.                    |
| 2019/2020     | 5.Tercera División | 11o. Grupo VIII         |

## Palmarés
| Competición nacional  | Títulos       | Subcampeonatos |
| --------------------- | ------------- | -------------- |
| Segunda Serie B (1/0) | Clausura 2015 |                |
| Ascenso Serie B (0/1) |               | 2014/2015      |

## Filial
Sahuayo "B"
| Temporada | División           | Posición                        |
| --------- | ------------------ | ------------------------------- |
| 2016/2017 | 5.Tercera División | 7o. Grupo X                     |
| 2017/2018 | 5.Tercera División | 9o. Grupo VIII                  |
| 2018/2019 | 5.Tercera División | 5o. Grupo VIII (Treintadosavos) |